# Skate America de 2013
El Hilton Honors Skate America de 2013 fue una competición internacional de patinaje artístico sobre hielo de la temporada de 2013/14. Fue el primero de los seis eventos del Grand Prix de la temporada 2013/14, una serie de competiciones sénior solo accesibles mediante invitación.
En mayo del 2012, se anunció que el evento se celebraría en el Joe Louis Arena en Detroit, Míchigan desde el 19 al 21 de octubre de 2013. Se premiaron las disciplinas de patinaje masculino, femenino, parejas y danza sobre hielo. Los patinadores también ganaron puntos para clasificarse para la final del Grand Prix.

## Requisitos
Para participar en el Grand Prix de 2013, los patinadores debían tener 14 años antes del primero de julio de 2013. Además, debían haber obtenido las siguientes puntuaciones (tres quintos de las máximas puntuaciones del Mundial de 2013):
| Disciplina        | Puntos Mínimos |
| Hombres           | 160,68         |
| Mujeres           | 130,98         |
| Parejas           | 135,42         |
| Danza sobre hielo | 113,73         |
| ----------------- | -------------- |

## Participantes
Los participantes de esta competición fueron:
| País           | Patinaje masculino                                | Patinaje femenino                             | Patinaje en parejas                                                                               | Danza sobre hielo                                                                             |
| -------------- | ------------------------------------------------- | --------------------------------------------- | ------------------------------------------------------------------------------------------------- | --------------------------------------------------------------------------------------------- |
| Canadá         |                                                   |                                               | Kirsten Moore-Towers / Dylan Moscovitch Margaret Purdy / Michael Marinaro                         |                                                                                               |
| Francia        |                                                   | Maé Bérénice Méité                            | Vanessa James / Morgan Ciprès                                                                     | Pernelle Carron / Lloyd Jones                                                                 |
| Georgia        |                                                   | Elene Gedevanishvili                          |                                                                                                   |                                                                                               |
| Italia         |                                                   | Valentina Marchei                             | Stefania Berton / Ondrej Hotarek                                                                  | Anna Cappellini / Luca Lanotte                                                                |
| Japón          | Daisuke Takahashi Takahiko Kozuka Tatsuki Machida | Mao Asada                                     |                                                                                                   | Cathy Reed / Chris Reed                                                                       |
| Lituania       |                                                   |                                               |                                                                                                   | Isabella Tobias / Deividas Stagniunas                                                         |
| Rusia          | Artur Gachinski                                   | Yelena Radiónova Yelizaveta Tuktamysheva      | Tatiana Volosozhar / Maksim Trankov Ksenia Stolbova / Fiódor Klimov                               |                                                                                               |
| Suecia         | Alexander Majorov                                 | Viktoria Helgesson                            |                                                                                                   |                                                                                               |
| Estados Unidos | Adam Rippon Max Aaron Jason Brown                 | Ashley Wagner Caroline Zhang Samantha Cesario | Marissa Castelli / Simon Shnapir Caydee Denney / John Coughlin Felicia Zhang / Nathan Bartholomay | Meryl Davis / Charlie White Maia Shibutani / Alex Shibutani Madison Hubbell / Zachary Donohue |

## Resultados

### Patinaje individual masculino
| Pos. | Nombre            | País            | Puntos | Programa corto | Programa corto | Programa libre | Programa libre |
| ---- | ----------------- | --------------- | ------ | -------------- | -------------- | -------------- | -------------- |
| 1    | Tatsuki Machida   | Japón           | 265,38 | 1              | 91,18          | 1              | 174,20         |
| 2    | Adam Rippon       | Estados Unidos  | 241,24 | 3              | 80,26          | 3              | 160,98         |
| 3    | Max Aaron         | Estados Unidos  | 238,36 | 6              | 75,91          | 2              | 162,45         |
| 4    | Daisuke Takahashi | Japón           | 236,21 | 5              | 77,09          | 4              | 159,12         |
| 5    | Jason Brown       | Estados Unidos  | 231,03 | 2              | 83,78          | 6              | 147,25         |
| 6    | Takahiko Kozuka   | Japón           | 230,95 | 4              | 77,75          | 5              | 153,20         |
| 7    | Alexander Majorov | Suecia          | 208,72 | 7              | 74,97          | 8              | 133,75         |
| 8    | Artur Gachinski   | República Checa | 208,16 | 8              | 69,81          | 7              | 138,35         |

### Patinaje individual femenino
| Pos. | Nombre                  | País           | Puntos | Programa corto | Programa corto | Programa libre | Programa libre |
| ---- | ----------------------- | -------------- | ------ | -------------- | -------------- | -------------- | -------------- |
| 1    | Mao Asada               | Japón          | 204,55 | 1              | 73,18          | 1              | 131,37         |
| 2    | Ashley Wagner           | Estados Unidos | 193,81 | 2              | 69,26          | 2              | 124,55         |
| 3    | Yelena Radiónova        | Rusia          | 183,95 | 3              | 67,01          | 4              | 116,94         |
| 4    | Yelizaveta Tuktamysheva | Rusia          | 176,75 | 9              | 53,20          | 3              | 123,55         |
| 5    | Samantha Cesario        | Estados Unidos | 167,98 | 8              | 53,51          | 5              | 114,47         |
| 6    | Maé Bérénice Méité      | Francia        | 167,35 | 7              | 55,84          | 6              | 111,51         |
| 7    | Valentina Marchei       | Italia         | 156.79 | 4              | 59,25          | 7              | 97,54          |
| 8    | Viktoria Helgesson      | Suecia         | 152,34 | 5              | 58,80          | 8              | 93,54          |
| 9    | Elene Gedevanishvili]   | Georgia        | 149,44 | 6              | 56,68          | 9              | 92,76          |
| 10   | Caroline Zhang          | Estados Unidos | 110,12 | 10             | 45,76          | 10             | 64,36          |

### Parejas
| Pos. | Nombre                                  | País                      | Puntos | Programa corto | Programa corto | Programa libre | Programa libre |
| ---- | --------------------------------------- | ------------------------- | ------ | -------------- | -------------- | -------------- | -------------- |
| 1    | Tatiana Volosozhar / Maksim Trankov     | Bandera de Rusia          | 237,71 | 1              | 83,05          | 1              | 154,66         |
| 2    | Kirsten Moore-Towers / Dylan Moscovitch | Bandera de Canadá         | 208,45 | 2              | 71,51          | 2              | 136,94         |
| 3    | Ksenia Stolbova / Fiódor Klimov         | Bandera de Rusia          | 187,35 | 3              | 64,80          | 3              | 122,55         |
| 4    | Caydee Denney / John Coughlin           | Bandera de Estados Unidos | 182,43 | 6              | 62,06          | 4              | 120,37         |
| 5    | Stefania Berton / Ondřej Hotárek        | Bandera de Italia         | 180,27 | 4              | 63,85          | 5              | 116,42         |
| 6    | Marissa Castelli / Simon Shnapir        | Bandera de Estados Unidos | 177,11 | 5              | 62,56          | 6              | 114,55         |
| 7    | Felicia Zhang / Nathan Bartholomay      | Bandera de Estados Unidos | 168,42 | 7              | 55,83          | 7              | 112,59         |
| 8    | Margaret Purdy / Michael Marinaro       | Bandera de Canadá         | 146,28 | 8              | 50,26          | 8              | 96,02          |

### Danza sobre hielo
| Pos. | Nombre                                | País           | Puntos | Danza corta | Danza corta | Danza libre | Danza libre |
| ---- | ------------------------------------- | -------------- | ------ | ----------- | ----------- | ----------- | ----------- |
| 1    | Meryl Davis / Charlie White           | Estados Unidos | 188,23 | 1           | 75,70       | 1           | 112,53      |
| 2    | Anna Cappellini / Luca Lanotte        | Italia         | 168,49 | 2           | 69,88       | 2           | 98,61       |
| 3    | Maia Shibutani / Alex Shibutani       | Estados Unidos | 154,47 | 3           | 61,26       | 3           | 93,21       |
| 4    | Madison Hubbell / Zachary Donohue     | Estados Unidos | 152,98 | 4           | 60,71       | 4           | 92,27       |
| 5    | Cathy Reed / Chris Reed               | Japón          | 136,13 | 6           | 54,28       | 5           | 81,85       |
| 6    | Pernelle Carron / Lloyd Jones         | Francia        | 135,70 | 7           | 54,10       | 6           | 81,60       |
| 7    | Isabella Tobias / Deividas Stagniunas | Lituania       | 134,67 | 8           | 53,17       | 7           | 81,50       |
| 8    | Julia Zlobina / Alexei Sitnikov       | Azerbaiyán     | 133,76 | 5           | 54,53       | 8           | 79,23       |

## Premios y puntos
En los eventos del Grand Prix, los cinco primeros clasificados obtendrán un premio en metálico, y los ocho primeros, puntos de cara a la final del Grand Prix. Estos premios y puntos son los siguientes:
| Posición                                          | Recompensa | Puntos |
| ------------------------------------------------- | ---------- | ------ |
| 1.º                                               | 18 000 USD | 15     |
| 2.º                                               | 13 000 USD | 13     |
| 3.º                                               | 9 000 USD  | 11     |
| 4.º                                               | 3 000 USD  | 9      |
| 5.º                                               | 2 000 USD  | 7      |
| 6.º                                               |            | 5      |
| 7.º                                               |            | 4*     |
| 8.º                                               |            | 3*     |
| * = No aplicable a parejas y a danza sobre hielo. |            |        |